# Cinara oregonensis
Cinara oregonensis är en insektsart som först beskrevs av Wilson 1915.  Cinara oregonensis ingår i släktet Cinara och familjen långrörsbladlöss. Inga underarter finns listade i Catalogue of Life.